# Sophia Mathilda of Gloucester

Samuel Shelley: Sophia Mathilda of Gloucester, um 1799

Princess Sophia Mathilda of Gloucester (* 29. Mai 1773 in Mayfair, Middlesex; † 29. November 1844 in Bleackheath, Kent) war ein Mitglied der Britischen Königsfamilie aus dem Haus Hannover.

## Biographie

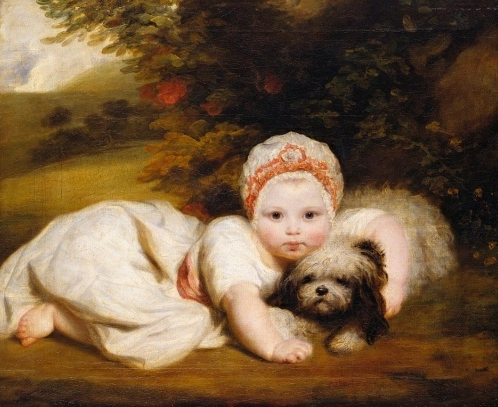
Joshua Reynolds: Princess Sophia Matilda of Gloucester, um 1774

Sophia war die älteste Tochter von William Henry, 1. Duke of Gloucester and Edinburgh (1743–1805) und seiner Frau Maria Walpole (1736–1807), Tochter von Edward Walpole und seiner Lebensgefährtin Dorothy Clements. Ihre Großeltern väterlicherseits waren der Prince of Wales, Friedrich Ludwig von Hannover und Prinzessin Augusta von Sachsen-Gotha. Sie war auch eine Nichte des britischen König Georg III. Sophia galt zwar als königlich-britische Prinzessin, im Gegensatz zu ihren Verwandten aber nicht als braunschweigisch-lüneburgische Herzogin, da in den deutschen Stammlanden ihres Hauses im Gegensatz zu Großbritannien strenge Ebenbürtigkeitsregeln galten, die die Ehe ihres Vaters mit ihrer bürgerlichen Mutter verletzt hatten.
Ihre Erziehung und die schulische Ausbildung lagen in den Händen mehrerer Hauslehrer und Gouvernanten. Ein besonderes Verhältnis hatte sie zu ihrem jüngeren Bruder William Frederick, 2. Duke of Gloucester and Edinburgh (1776–1834), und seiner späteren Frau Prinzessin Maria. Obwohl die Prinzessin mehrere Heiratskandidaten hatte, blieb sie unverheiratet. Sie lebte später in Winkfield, in der Nähe von Windsor und nahm als erstes Familienmitglied öffentliche Termine wahr. Sie wurde in der St George’s Chapel auf Windsor Castle bestattet.

## Titulatur
- 1773–1816 Her Highness Princess Sophia of Gloucester
- 1816–1844 Her Royal Highness Princess Sophia of Gloucester